# Cinque Nazioni 1987
Il Cinque Nazioni 1987 (in inglese 1987 Five Nations Championship; in francese Tournoi des Cinq Nations 1987; in gallese Pencampwriaeth y Pum Gwlad 1987) fu la 58ª edizione del torneo annuale di rugby a 15 tra le squadre nazionali di Francia, Galles, Inghilterra, Irlanda e Scozia, nonché la 93ª in assoluto considerando anche le edizioni dell'Home Nation Championship.
Si tenne nell'anno in cui era prevista, di lì a due mesi, la disputa della prima edizione assoluta della Coppa del Mondo alla vittoria della quale, per ammissione della stessa stampa britannica, la Francia era considerata l'unica candidata europea credibile: furono in effetti proprio i Bleus, campioni uscenti sia pure in condominio con la Scozia, ad assicurarsi la vittoria finale per la quindicesima volta, realizzando nell'occasione il loro quarto Grande Slam dopo quelli del 1968, 1977 e 1981.
La Scozia terminò all'ultimo posto in condominio con l'Inghilterra, che evitò il whitewash proprio battendo i propri avversari d'oltre-Vallo nell'ultimo incontro del torneo, che vide la Calcutta Cup tornare a Londra, anche se la differenza punti costringeva comunque gli inglesi al Cucchiaio di legno.
Il valore delle marcature, come stabilito dall’IRFB nel 1977, era: 4 punti per ciascuna meta (6 se trasformata), 3 punti per la realizzazione di ciascun calcio piazzato, idem per il drop.

## Nazionali partecipanti e sedi
| Squadra     | Città     | Impianto interno   |
| ----------- | --------- | ------------------ |
| Francia     | Parigi    | Parco dei Principi |
| Galles      | Cardiff   | National Stadium   |
| Inghilterra | Londra    | Twickenham         |
| Irlanda     | Dublino   | Lansdowne Road     |
| Scozia      | Edimburgo | Murrayfield        |

## Risultati

### 1ª giornata
| Arbitro: | Colin Hugh |

|                 |      |              |
| Bonneval Mesnel | mt   |              |
| Bérot           | tr   |              |
| Bérot (2)       | c.p. | Thorburn (3) |

| Arbitro: | René Hourquet |

|                          |      |  |
| Crossan Kiernan Matthews | mt   |  |
| Kiernan                  | tr   |  |
| Kiernan                  | c.p. |  |

### 2ª giornata
| Arbitro: | Jim Fleming |

|          |      |                |
|          | mt   | Bonneval Sella |
|          | tr   | Bérot          |
| Rose (4) | c.p. | Bérot          |
| Andrew   | drop | Blanco Mesnel  |

| Arbitro: | Roger Quittenton |

|                   |      |         |
| R. Laidlaw Tukalo | mt   | Lenihan |
| G. Hastings       | tr   | Kiernan |
|                   | c.p. | Kiernan |
| Rutherford (2)    | drop | Kiernan |

### 3ª giornata
| Arbitro: | Keith Lawrence |

|                    |      |                     |
| Bérot Bonneval (3) | mt   | Beattie S. Hastings |
| Bérot (3)          | c.p. | G. Hastings (4)     |
| Mesnel             | drop |                     |

| Arbitro: | Ray Megson |

|           |      |          |
| S. Evans  | mt   |          |
| Wyatt (5) | c.p. | Rose (4) |

### 4ª giornata
| Arbitro: | Clive Norling |

|                  |      |           |
| Bradley Ringland | mt   | Champ (2) |
| Kiernan          | tr   | Bérot     |
| Kiernan          | c.p. | Bérot (3) |

| Arbitro: | Keith Lawrence |

|                 |      |           |
| Beattie Jeffrey | mt   | M. Jones  |
| G. Hastings (2) | tr   | Wyatt     |
| G. Hastings (2) | c.p. | Wyatt (2) |
| Rutherford      | drop | J. Davies |

### 5ª giornata
| Arbitro: | Guy Maurette |

|                  |      |             |
| I. Evans Norster | mt   | Dean Mullin |
|                  | tr   | Kiernan (2) |
| Wyatt            | c.p. | Kiernan     |

| Arbitro: | Owen Doyle |

|              |      |                 |
| Rose tecnica | mt   | Robertson       |
| Rose (2)     | tr   | G. Hastings     |
| Rose (3)     | c.p. | G. Hastings (2) |

## Classifica
| Pos | Squadra     | G | V | N | P | PF | PS | DP  | Pt |
| --- | ----------- | - | - | - | - | -- | -- | --- | -- |
| 1   | Francia     | 4 | 4 | 0 | 0 | 82 | 59 | +23 | 8  |
| 2   | Irlanda     | 4 | 2 | 0 | 2 | 57 | 46 | +11 | 4  |
| 3   | Galles      | 4 | 2 | 0 | 2 | 71 | 76 | −5  | 4  |
| 4   | Scozia      | 4 | 1 | 0 | 3 | 54 | 64 | −10 | 2  |
| 5   | Inghilterra | 4 | 1 | 0 | 3 | 48 | 67 | −19 | 2  |